# Peter Marino
Pour les articles homonymes, voir Marino.
Peter Marino, né le 9 août 1949, est un architecte américain. Il est membre de l'American Institute of Architects. En 1978, il fonde l’entreprise d'architecture et de design Peter Marino Architect PLLC, qu'il dirige aujourd’hui. Basée à New York, elle compte 160 employés. Elle est également présente à Philadelphie et Southampton. Connu pour ses collaborations avec Dior, Chanel et Louis Vuitton, entre autres, Marino associe l'identité de ces enseignes à une esthétique distinctive. Son intérêt pour l'art s'exprime à travers ses collections et collaborations avec divers artistes, ainsi qu'au moyen de son approche du design pour des boutiques et du résidentiel.

## Biographie

### Origines et études
Son grand-père est un boucher originaire du sud de l'Italie. Son père, catholique et autoritaire, est ingénieur et sa mère standardiste. Il a plusieurs sœurs. Atteint d'une maladie osseuse, il ne peut pas marcher avant l'âge de sept ans. Ayant deux ans de retard, il termine pourtant le lycée avec deux ans d'avance. Il grandit dans le Queens et commence à dessiner à l'école. Chaque samedi, il se rend à Manhattan afin de suivre des cours d'art public. En 1966, le maire de New York John Lindsay lui remet la médaille d'or d'un concours de jeunes artistes. Sa sœur aînée lui conseille de suivre des études d'architecture.

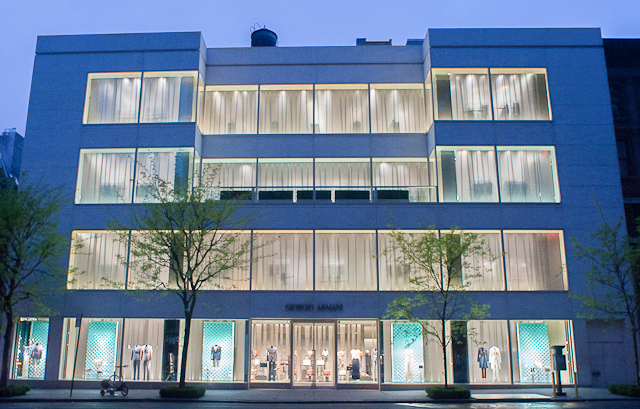
Boutique Armani, Madison Avenue (New York).

Il est diplômé en architecture de l'université Cornell en 1975 (école d’architecture Cornell University College of Architecture, Art, and Planning ou AAP).

### Carrière
Il se désole du manque de créativité des architectes américains des années 1950-1960 et commence à travailler pour des grands cabinets new-yorkais.
Il commence sa carrière d’architecte chez Skidmore, Owing & Merrill, George Nelson et I.M. Pei.
Entre 1975 et 1978, il travaille pour Andy Warhol (réalisant sa troisième et dernière Factory à Union Square et sa townhouse de six étages dans l'Upper East Side),,, Pierre Bergé et Yves Saint Laurent (s'occupant de leur appartement new-yorkais) et l'hôtel The Pierre.
En 1978, il fonde à New York son cabinet actuel.
Il dessine des boutiques chics avant d'être contacté en 1984 par  la famille Pressman, propriétaire du grand magasin Barneys (New York) afin de dessiner leur boutique pour femmes. Il s'agit de son premier projet dans le monde de la distribution et c'est un succès. Cela lui permet ensuite de réaliser 17 autres centres commerciaux Barneys aux États-Unis et au Japon entre 1986 et 1993,. Il est par la suite engagé par Calvin Klein, Donna Karan, Ermenegildo Zegna, Giorgio Armani, Loewe, Marella Caracciolo di Castagneto, Valentino, Carla Fendi et le grand magasin de Tokyo Isetan, apprenant le japonais pour l'occasion. Il réalise sept maisons pour les Wertheimer, dont la restauration du manoir de la Pipardière (France),.
En 1994, Bernard Arnault lui confie le chantier de la boutique Dior avenue Montaigne (Paris). Il la rénove ensuite plusieurs fois.

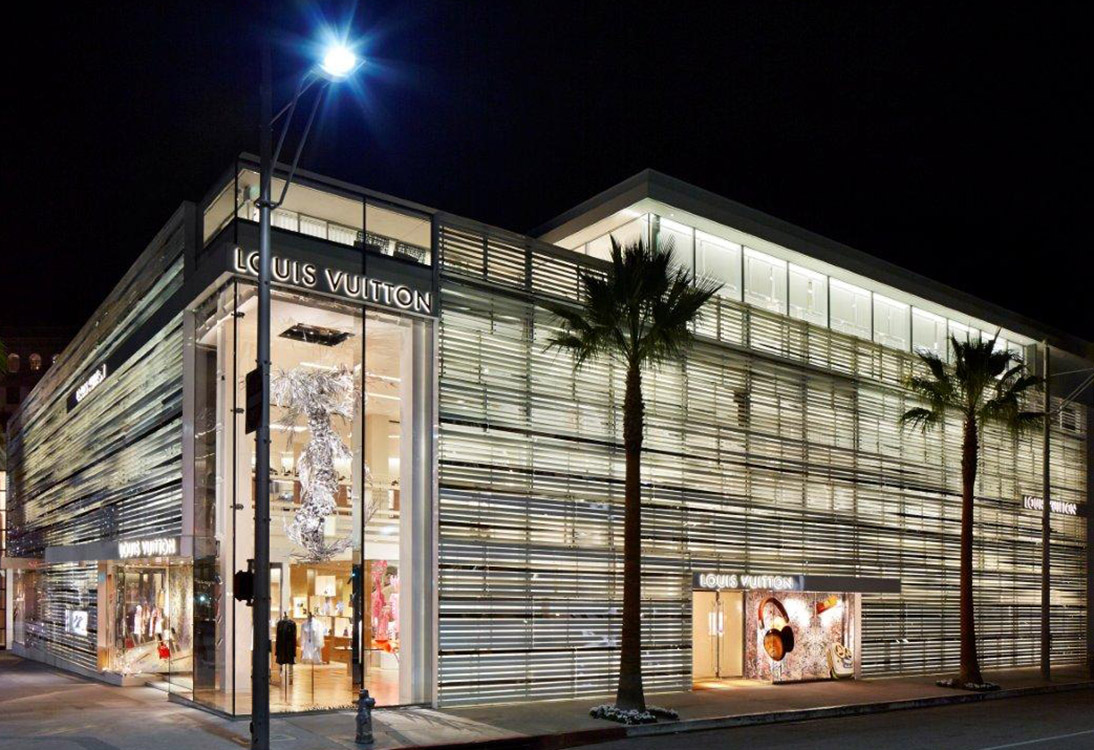
Boutique Louis Vuitton à Rodeo Drive (Los Angeles, États-Unis).

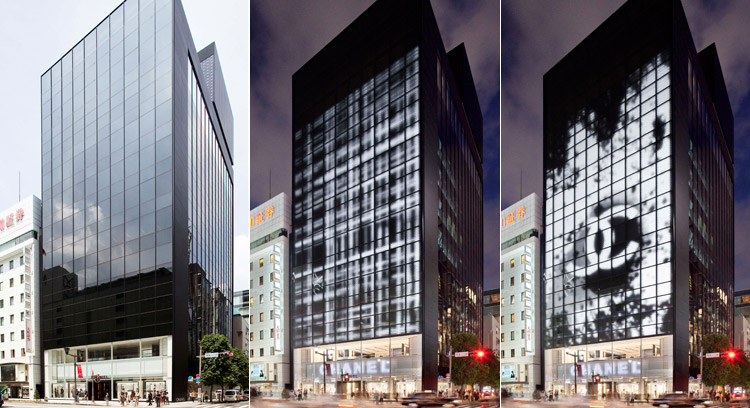
Boutique Chanel à Ginza (Tokyo, Japon).

En 2004, The New York Times honore Peter Marino, saluant sa capacité à faire de l'architecture un élément important dans l'identification du consommateur à une marque. Le journal fait ici référence à la boutique phare de Giorgio Armani qu’il a conçue en 1996 sur Madison Avenue, à New-York. Celle-ci rend compte du caractère minimaliste de la marque. L’article citait également la tour Chanel créée en 2004 dans le district de Ginza au Japon. Le bâtiment reprend la signature Coco Chanel, le tweed noir et blanc, la transformant en trois dimensions. La tour de 56 mètres de haut arbore un mur-rideau de verre encapsulant un bloc d’aluminium en motif tweed. C’est l'un des premiers bâtiments comprenant une façade de verre interactive, avec 700 000 diodes électroluminescentes intégrées et un système de 1 120 m2 de stores en toile. La façade de verre est également dotée d’un dispositif électronique permettant aux employés de voir à travers la glace durant le jour tout en assurant un fond noir pour l’affichage numérique de nuit.
En 2007, il travaille pour la première fois sur un gratte-ciel de copropriétés de luxe, qui se situe au 170 East End Avenue à New-York. Le spacieux hall d’entrée, fait de marbre, donne sur un jardin avec cascade,.
En 2014, il aménage une première résidence à Southampton, à New York.
En octobre 2014, il conçoit à Séoul (Corée du Sud), dans le quartier de Cheongdam-dong, la boutique phare de BoonTheShop. Cette marque est détenue par Shinsegae, enseigne sud-coréenne de grands magasins de luxe. Ce projet de 5 100 m2 comprend deux bâtiments anguleux recouverts de marbre blanc, rejoints par des ponts de verre. Pour Peter Marino, ce fut la première boutique multimarque depuis ses travaux pour Barneys,.
En 2015, il complète la tour de bureaux du magasin Hublot à New York en utilisant une longue façade noire composée de panneaux d'aluminium angulaires, éclairée par des LED, créant un effet de mouvement pour rappeler la notion du temps de l'horloge d'une montre. En janvier 2015, il achève la boutique phare de Louis Vuitton sur Rodeo Drive, à Beverly Hills (Californie). Le design du bâtiment repose sur une façade à trois niveaux : des persiennes en acier inoxydable recouvrant du verre avec des carrés de toile blanche par-dessous. Cette association repose, d'après le journaliste de mode du L.A. Times Adam Tschorn, sur une ambiance autant d'intérieur que d'extérieur.
En 2017, il complète des résidences à Sagaponack, à New York, et à Miami Beach, en Floride. Il travaille aussi sur les résidences Getty à New York, connues pour leur effet de luxe,,.
En 2016-2018, il rénove la boutique de Bulgari sur la Cinquième Avenue (New York), ainsi que 180 des 300 points de vente de la marque italienne. Peu de temps après le rachat par LVMH effectif début 2021, il est chargé de rénover la boutique-phare de Tiffany, encore sur la 5e avenue. Par la suite, après s'être occupé de l'établissement de Courchevel, il est responsable de l'architecture intérieure de l'hôtel Cheval Blanc Paris, également propriété de LVMH.
Il a également eu pour clients de grandes fortunes américaines et asiatiques.
En 2018, il conçoit la boutique de Chanel sur 57th Street, à New York. De plus, il a acheté l'ancienne bibliothèque Rogers Memorial à Southampton, New York, datant du XIXe siècle, pour restaurer et transformer ce bâtiment en un espace d'exposition d'art réparti sur deux niveaux. La Fondation d'art Peter Marino, gérée de façon privée, est ainsi ouverte au public depuis juin 2021. Elle met de l'avant plus de 200 oeuvres de sa collection personnelle, qui datent de l'Antiquité jusqu'à aujourd'hui.

### Mode de travail
En 2015, il travaille avec 180 collaborateurs.
Lors de son travail pour diverses enseignes, transformant les lieux sans rien évoquer d'ancien, il commande des œuvres à des artistes, consacrant entre 300 000 et 3 millions de dollars par boutique, ce qui fait de lui un acteur important dans la production d'art.
Ses créations se distinguent par « une architecture ostentatoire, étalage de matériaux luxueux hors de prix, où la vulgarité affleure souvent » estime Vanity Fair. Il se revendique à la fois maximaliste et minimaliste. « Le fonctionnel pur est chiant mais le super-fonctionnel est must. Nous sommes là pour simplifier la vie des gens », dit-il. La technique de Marino pour sa conception du design est de se concentrer sur la luminosité et de rassembler les matériaux et les produits de la compagnie ensemble pour visualiser quels matériaux s'accordent avec l'identité de la marque. Il choisit de créer un style différent pour chaque projet auquel il collabore.

## Style vestimentaire
Adepte pendant longtemps du style costume-cravate, il change de look au début des années 2000 (à la suite des conseils de son épouse, qui lui dit : « Chéri, dans ta profession, c'est sûrement mieux pour toi d'avoir l'air gay », après que Peter Marino se soit vu remplacé par un décorateur homosexuel par Giorgio Armani), arborant des vêtements inspirés du dessinateur de porno gay Tom of Finland. Il qualifie son style personnel, qui s'apparente à celui d'un « motard tatoué », comme étant de leurre. Ce look comprend principalement des vêtements noirs, du cuir accompagné de clous et de boucles ainsi que d’une casquette en cuir.

## Vie privée

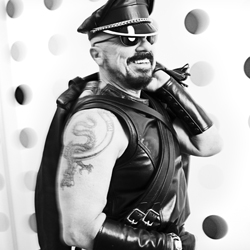
Peter Marino en 2012.

En 1983, il se marie à Jane Trapnell, femme issue de la bourgeoisie (elle descend de pèlerins du Mayflower, grandit en Californie où son père est scénariste pour Hollywood, décroche un doctorat en sciences politiques à l'université Stanford puis devient costumière pour la télévision) qu'il a rencontrée à la fin des années 1970. Ils ont une fille.
Il possède une propriété à South Hampton (New Hampshire), achetée en 1996, rasant la maison originelle pour en construire une nouvelle à côté, où il peut garer ses sept motos et une Ferrari.
Collectionneur d'art, il acquiert de la porcelaine française, des peintures contemporaines, de l'art moderne ou encore des sculptures de bronze italiennes et françaises datant des XVIe, XVIIe et XVIIIe siècles. Sa collection de sculptures a été exposée au musée londonien Wallace Collection en 2010.
Dans son appartement de l'Upper East Side (New York), il possède des toiles du Quattrocento, de Pablo Picasso, de Max Ernst ou encore de Rothko ; dans son bureau new-yorkais, deux toiles d'Andy Warhol ainsi que d'autres de Christopher Wool, Rudolf Stingel (en) ou encore Tom Sachs et des portraits de lui par Steven Meisel, David LaChapelle, Erwin Wurm et Damien Hirst ; et dans son chalet à Aspen, une peinture monumentale d’Anselm Kiefer dans chaque pièce.
Marino s'intéresse également à l'architecture paysagère en cherchant à associer l'idée des jardins à des lieux de fantaisie. Il applique cela dans son jardin privé dans les Hamptons.

## Expositions et Reconnaissances
Au cours de sa carrière, Peter Marino a été honoré à plusieurs reprises pour son influence significative dans les domaines de l'architecture et du design. Effectivement, ses oeuvres ont été mises de l'avant dans plusieurs grandes galeries et musées, et il a également reçu différents prix.

### Expositions
- 1999 :
  - « Art & Industry Contemporary Porcelain Collection from Sèvres ». American Craft Museum, New York[35].

- 2006 :
  - « Oriental Gallery », Zwinger Royal Porcelain. Staatliche Kunstammlungen Dresden, Allemagne[35].

- 2010 :
  - « Beauty & Powder ». The Wallace Collection, Londres[36].
  - « Les Lalanne ». MAD Paris, Paris[35].
  - « Meissen Animal Gallery », Zwinger Porcelain. Collections nationales de Dresden, Allemagne[35].

- 2012 :
  - Exposition des séries 1 (bronze boxes). La Biennale Paris ; Gstaad, Suisse[36].

- 2013 :
  - « Orfeo Ed Euridice ». Peter Marino's Residence, New York[36].

- 2014 :
  - Exposition des séries 2 (bronze boxes). La Biennale Paris, Paris[36].
  - « One Way Peter Marino ». Bass Museum of Art, Miami[36].
  - « Design Visionary Exhibition ». Design Miami, Miami[35].

- 2016 :
  - « XYZ Robert Mapplethorpe ». Galerie Thaddaeus Ropac, Paris[35].

- 2017 :
  - « Fire & Water » (bronze boxes). Galerie Gagosian, Londres[35].
  - « Momento Mori » : Robert Mapplethorpe Photographs. Chanel Nexus Hall, Kyotographie Film Festival, Japon[35].
  - « Black Belt ». Museum of Art & Design, New York[36].

- 2018 :
  - « Counterpoint » : Peter Marino's collection. Southampton Art Center, New York[35].
  - « Les Lalanne ». The Raleigh Gardens, Miami[35].

- 2020 :
  - « Porcelain From Meissen and Chantilly ». Musée Condé, Chantilly[36].

- 2021 :
  - « Peter Marino Art Foundation ». Southampton, New York[36].

### Prix et reconnaissances
- 1992 :
  - Reconnaissance et intégration de Peter Marino au Interior Design Hall of Fame[37].
- 1997 :
  - Prix d'excellence en design de l'American Institute of Architects (AIA) pour son projet de la boutique Emporio Armani à New York[37].
- 1999 :
  - Prix d'excellence en design de l'American Institute of Architects (AIA) pour son projet du Estée Lauder Plaza à New York[37].
- 2001 :
  - Distinction pour son travail de conception pour la boutique Fendi à Beverly Hills[37].
  - Prix d'excellence en design de l'American Institute of Architects (AIA) pour son projet « Chanel Osaka »[37].
- 2004 :
  - Prix de design de l'American Institute of Architects (AIA) pour le point de vente de Chanel[38].
- 2005 :
  - Distinctions nationales d'honneur de l'American Institute of Architects (AIA) pour son travail avec Chanel ainsi que pour son projet sur une maison privée à Londres[38].
- 2006 :
  - Il a été élevé au rang de membre émérite par l'American Institute of Architects (AIA)[37].
  - Prix d'excellence pour le « Nassau Country Museum of Art » de l'American Institute of Architects (AIA)[37].
- 2007 :
  - Prix d'excellence en design du Retail Design Institute[39].
  - Prix de l'American Institute of Architects (AIA) pour son projet « Louis Vuitton Landmark »[40].
  - Il a également reçu deux prix du Marché international des professionnels de l'immobilier (MIPIM), dans les catégories « Tall Buildings » et « Overall Winner »[41].
- 2010 :
  - Prix d'honneur pour son projet de la boutique Chanel sur Robertson Boulevard, par l'American Institute of Architects (AIA) of the New York State[42].
  - Prix du meilleur de l'année de la revue Interior Design Magazine pour son projet de la boutique Chanel à Soho[37].

- 2011 :
  - Prix aux « MIPIM Architectural Review Future Project Awards » pour son projet de développement mixte à Beyrouth, au Liban[43].

- 2012 :
  - Nommé chevalier de l'ordre des Arts et des Lettres[44],[45],[46].

- 2013 :
  - Prix d'honneur de l'International Interior Design Association (IIDA)[37].
- 2016 :
  - Prix de l'International Architecture pour son projet de la boutique Dior à Séoul[47],[45].
  - Prix d'excellence de design de l'American Institute of Architects (AIA) of the New York State, pour le projet « Boontheshop »[45].
  - Son projet de boutique Bulgari à Londres remporte le prix de L'innovation de Design Award[45].

- 2017 :
  - Prix « City of Design » par le musée de la ville de New York[45].
  - Le French Institute Alliance Française (FIAF) lui remet le trophée des Arts[48],[45].
  - Trois de ses projets ont été honorés par les AIA New York State Design Awards[45] :
    - Son projet « Hublot » sur Fifth Avenue à New York, dans la catégorie « Commercial & Industrial: Small Projects »[49].
    - Son projet de la boutique Dior à Seoul, dans la catégorie « Interiors »[49].
    - Son projet « Southampton House » à New York, dans la catégorie « Residential, Small »[49].
- 2018 :Médaille d'officier de l'ordre des Arts et des Lettres.

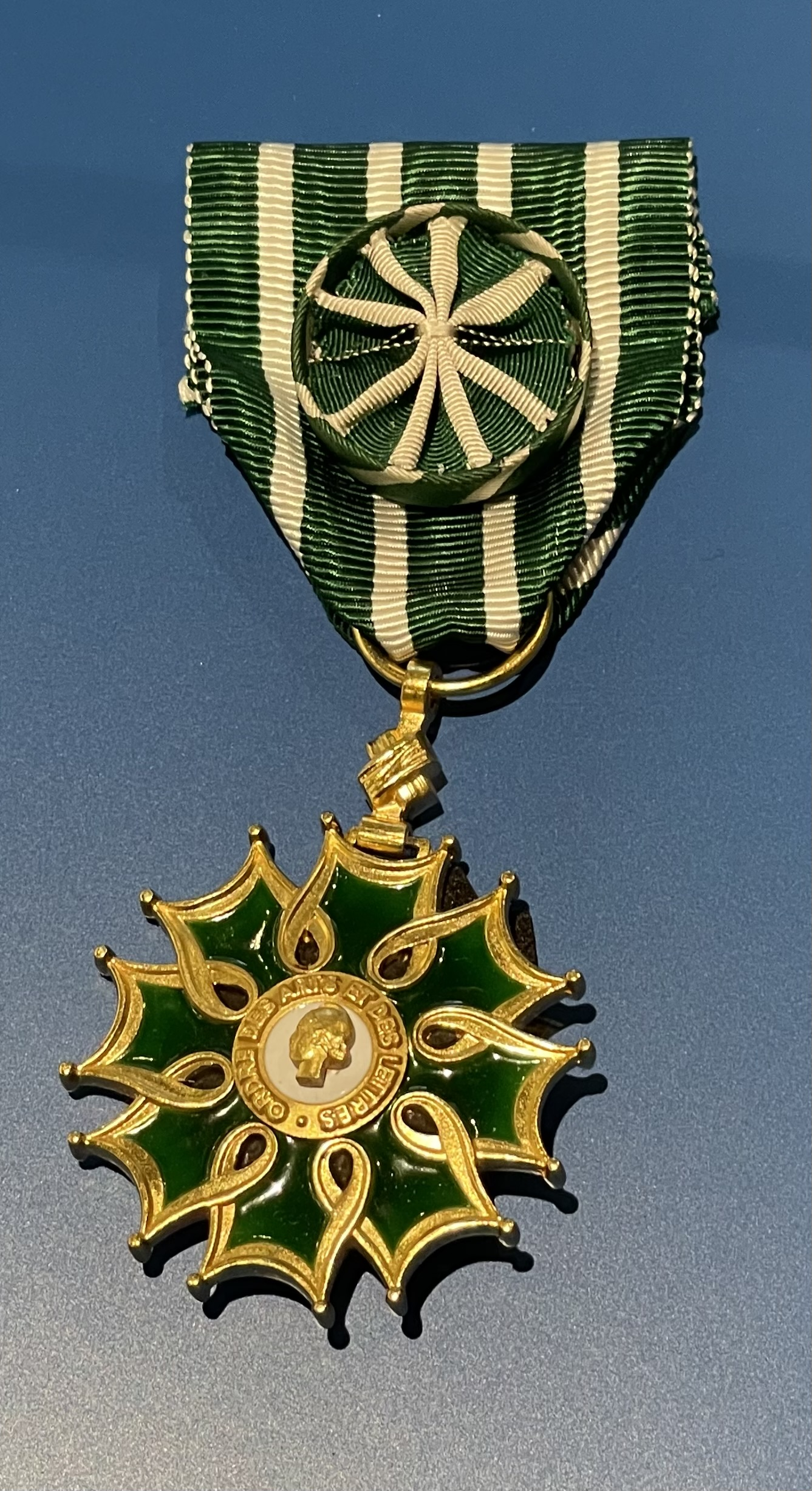
Médaille d'officier de l'ordre des Arts et des Lettres.

  - Prix « Champion of the Art » du Southampton Arts Center[50],[45].
  - La boutique Bulgari New York remporte le prix « Best of Year for Retail Design » par la revue Interior Design[51],[45].
  - Prix de l'American Institute of Architects' New York (AIANY) de New York pour son projet « Lobster Club »[52],[45]. Ce prix lui a été retiré, à la suite de procès et d'allégations contre l'architecte, l'accusant de harcèlement sexuel, de racisme et de sexisme[53].
  - On lui remet une insigne d'officier de l'ordre des Arts et des Lettres[45].
- 2019 :
  - Elle Décor lui remet le prix de Désigner intérieur de l'année[54],[45].
  - Kips Bay Boys & Girls Clubs lui remet le prix de « Lifetime Achievement »[55],[45].
- 2020 :
  - Il est nommé « Best of Year Award Winner » par la revue Interior Design, dans la catégorie « Lifetime Achievement »[56],[45].
- 2021 :
  - Prix « Best of Year » pour son projet « Cheval Blanc Paris »[45],[57].
  - « THE DESIGN PRICE 2021 » par Designboom, dans la catégorie « meilleur exposition » pour sa fondation[45],[58].
- 2022 :
  - Prix « Best of Year » par la revue Interior Design, pour son projet de la boutique Louis Vuitton sur Bond Street[45].
- 2023 :
  - Prix « Best of Year » par BoY, pour son projet de la boutique Tiffany & Co. de New York.
- 2024 :
  - Prix « Andrew Markopoulos »[59],[45].